# Lucifer's Crank
Lucifer's Crank è un EP del gruppo punk statunitense Dwarves, pubblicato nel 1991. Ne furono stampate 500 copie in vinile rosso, nero e blu.

## Tracce
1. Free Cocaine – 1:05
2. Dead Brides – 1:39
3. Get Pregnant – 0:47
4. Fukkin Life – 1:06
5. Eat You To Survive – 0:53
6. She's Dead – 1:04
7. I'm In A Head – 1:11
8. Nobody Likes Me – 0:42
9. Hurricane Fighter Plane – 2:09

## Formazione
- Blag Dahlia - voce
- He Who Cannot Be Named - chitarra
- Salt Peter - basso
- Vadge Moore - batteria

## Crediti[2]
- Spider Valentine - artwork
- Greg Semen - ingegneria del suono